# Drosophila saltans (artundergrupp)
Drosophila saltans är en artundergrupp som innehåller sju arter. Artundergruppen ingår i släktet Drosophila, undersläktet Sophophora och artgruppen Drosophila saltans.
Av artundergrupperna inom artgruppen Drosophila saltans är artundergrupperna Drosophila saltans och Drosophila parasaltans de som är närmast släkt och de som senast divergerade från resten av artundergrupperna. Artundergruppen Drosophila saltans tros ha sitt ursprung i Sydamerika men vissa populationer av arterna Drosophila saltans och Drosophila prosaltans har under de senaste 4,5 miljoner åren spridit sig ut ur Sydamerika, norrut in i Central- och Nordamerika.

## Lista över arter i artundergruppen
- Drosophila austrosaltans
- Drosophila lusaltans
- Drosophila nigrosaltans
- Drosophila prosaltans
- Drosophila pseudosaltans
- Drosophila saltans
- Drosophila septentriosaltans